# ФК Про Верчели
ФК Про Верчели (итал. Football Club Pro Vercelli 1892) је италијански фудбалски клуб из Верчелија, који се тренутно такмичи у Серији Ц, трећем нивоу италијанског фудбала. Про Верчели је седмоструки првак Италије. Све титуле је освојио у периоду од 1908. до 1922. и сматра се једним од најбољих клубова у раној фази италијанског фудбала.

## Историја
Гимнастичко друштво Про Верчели (итал. Società Ginnastica Pro Vercelli) је основано 1892. године, а фудбалска секција је основана 1903. године. Прво учествовање у Првенству Италије је било јако успешно, клуб је први пут постао шампион Италије. Исти успех Про Верчели остварује и следеће сезоне.
Године 1910. губе титулу у финалу против Интера, али већ 1911. поново постају шампиони Италије. Исто чине и наредне две године, и тако потврђују доминацију у држави. После Првог светског рата Про Верчели осваја две узастопне титуле 1921. и 1922. године.
Про Верчели је у годинама своје славе био позван у Рио де Жанеиро да игра утакмице против Фламенга и Ботафогоа. Ливерпул је, као шампион Енглеске, одржао турнеју по Европи игравши против најјачих континенталних екипа. Ливерпул је победио све на турнеји осим Про Верчелија, са којим је одиграо нерешено.
Наредних година клуб доживљава пад, и тако 1935. испада у Серију Б. Након тога клуб се није враћао у Серију А.

## Трофеји
- Серија А : 7
  - 1908, 1909, 1911, 1912, 1913, 1921, 1922
- Серија Б : 1
  - 1907

## Статистика
| Лига | Учешћа | Дебитовао | Последња сезона у овом такмичењу |
| ---- | ------ | --------- | -------------------------------- |
| A    | 24     | 1908      | 1934/35                          |
| B    | 12     | 1906      | 2012/13                          |
| C    | 43     | 1941/42   | 2011/12                          |
| D    | 22     | 1952/53   | 1993/94                          |